# Daan Hugaert
Daan Hugaert (Gent, 15 september 1949) is een Vlaams acteur, regisseur, vertaler en stemacteur.

## Biografie
Hugaert was lid van Stekelbees, een Vlaamse theater- en cabaretgroep gericht op kinderen.
Hugaert speelde belangrijke rollen zowat overal in Vlaanderen en Nederland in diverse theaters.
Van 1980 tot 1982 was hij directeur van Theater Vertikaal in Gent. Hij sloot zich aan bij de INS Mannen van den Dam uit Antwerpen waar hij hoofdrollen speelt in stukken van Wolfgang Deichsel, Peter Hacks en Botho Strauss.
In Brussel speelde hij de Ambassadeur in het gelijknamige stuk van Slawomir Mrozek en de 'dissidente dichter' in Het Compromis van Isztvan Eörsi.
Daarna produceerde, vertaalde en speelde hij Variaties omtrent eend van David Mamet, vertolkte hij 'de bolhoed van Magritte' in de reeks Beeldcultuur van de Vlaamse Televisie (Bert Leysenprijs 1988) en de mislukte schrijver in Hoogtevrees, een fel gesmaakte telefilm.
Vervolgens nam hij grote rollen voor zijn rekening in Droomnovelle naar Schnitzler, Combat de Nègre et de Chiens van B. M.Koltès, The Woods van David Mamet en Peer in Peer Gynt van Henrik Ibsen.
In 1997 sloot hij zich aan bij het vernieuwde Nederlands Toneel Gent, waar hij zestien stukken speelde in vier seizoenen: o.a. Midzomernachtdroom, Strelingen, Voorjaarsontwaken, Macbeth, maar vooral Grote Va in Kat op een heet, zinken Dak van Tennessee Williams en de moor van Venetië in Othello van Shakespeare.
In 2000 deed hij enkele opgemerkte verschijningen op de televisie, onder meer in Spike, als psychopaat Daniël Huysmans in De Jacht, een dubbelaflevering van Recht op Recht en een hoofdrol in de Nederlands-Vlaamse televisiefilm De stilte van het naderen van Stephan Brenninkmeijer.
In 2002 gasteerde hij bij de WettenvanKepler uit Den Bosch in Thyestes van Hugo Claus. Hij nam er de rol van de wrede broer Atreus voor zijn rekening.
Hugaert speelde in vele series en films in België en Nederland.
Hij is bij het publiek vooral bekend van zijn rollen in de televisieseries:
- Witse - hoofdinspecteur Romain Van Deun 2004-2012
- Thuis - Eddy Van Notegem 2003-2010, 2012-heden
- Wittekerke - Jos Verlackt
- Recht op Recht - psychopaat Daniël Huysmans
- Buiten De Zone - de rijinstructeur

Hij speelde verder gastrollen in onder andere Ons geluk, Het verdriet van België, Niet voor publikatie, Heterdaad, Windkracht 10, Sedes & Belli, Flikken, F.C. De Kampioenen (Seppe Van De Kruis), Vermist, Code 37, Aspe, Amateurs, Het Huis Anubis en de terugkeer van Sibuna en Danni Lowinski. Hij speelde ook een gastrol als Fons in W817.
Als stemacteur was hij te horen in De avonturen van Kuifje, Kung Fu Panda 2 als Lord Shen, Wreck-It Ralph (Razende Ralf) als King Candy / Turbo en Lightyear als Zurg / Oude Buzz.
In 2007 schreef en speelde hij Spaans Krijt, een succesvolle wandelvoorstelling in het kader van de Vlernikaherdenking tijdens de Gentse Feesten.
Van 2007 tot 2013 stond hij op de planken met het Vernieuwd Gents Volkstoneel, dat spitant Gents theater brengt van de pen van Jo Van Damme. Hij was te zien in De Jongens (2007), De Ondernemers (2008), Uniroyal (2009), De Vis (2010), De Mannen (2011) en Stemmen! (2012).
In 2013 stichtte hij vzw De Grote Foulée. 'Een Trooster' en 'The Duck Variations' waren twee voorstellingen. In 2017 bracht hij een door hemzelf en Dirk Tuypens herwerkte versie van 'Spaans Krijt 2.0'.  Hij was ook te zien als Jago in 'Othello' van Theater DeToekomst.
Beide voorstellingen bleven op het repertoire.  Begin 2018 stond hij met Katelijne Verbeke in 'Doek!', een bekroonde tekst van de Nederlandse schrijfster Maria Goos in een regie van Tania Poppe.
Hij was op 7 september 2018 een van de tientallen artiesten uit allerlei landen die zijn handtekening zette onder een open brief in de Engelse krant The Guardian gericht aan de organisatoren van het Eurovisiesongfestival, dat in 2019 in Israël gehouden zou gaan worden. In de brief vroeg men het songfestival in een ander land te houden waar de mensenrechten beter geëerbiedigd worden.
Hij vertolkte in het filmdebuut van Gilles De Keyser, Vlaamse Flikken (2020), de rol van Dirk De Winter, het diensthoofd van de Belgische staatsveiligheid.